# Charles Guyot (1925-1973)
Pour les articles homonymes, voir Charles Guyot.
Charles Guyot, né le 15 avril 1925 à Saint-Imier et mort le 22 septembre 1973 dans la même ville, est un coureur cycliste suisse. Professionnel de 1946 à 1952, il a notamment remporté le Championnat de Zurich en 1947 et le Tour du Tessin en 1949. Son père, également prénommé Charles et coureur professionnel, a notamment été champion de Suisse sur route en 1909 et 1910.

## Palmarès
- 1945
  - 3e du championnat de Suisse sur route amateurs
- 1947
  - Championnat de Zurich
- 1948
  - 3e de Zurich-Lausanne
- 1949
  - Tour du Tessin
  - 3e étape du Tour de Suisse
  - 2e de Zurich-Lausanne
- 1951
  - 3e du Tour du lac Léman